# معادلة حالة

معادلة الحالة في التحريك الحراري تصف العلاقة بين دوال الحالة لنظام حركي حراري، ويمكن بها وصف حالة النظام وطريقة تغيره. وتستخدم معادلات الحالة لمعرفة خواص الغازات والسوائل ومخلوطات السوائل وكذلك خواص المادة الصلبة.

## مقدمة
نستخدم معادلات الحالة لوصف حالة الغازات والسوائل بصفة أساسية. ومن أهمها معادلة الغازات العامة. ورغم أنها تصف سلوك غاز مثالي بالتمام إلا أنها تصف الغازالحقيقي تحت ظروف معينة.
فيمكن استخدامها عند الضغط المنخفض ودرجة حرارة عالية في حالة الغازات الحقيقية. فعندما تكون درجة الحرارة منخفضة والضغط عاليا، وبصفة خاصة عند حدوث تحول طوري فلا تعطينا تلك المعادلة وصفا دقيقا للنظام، ويتحتم استخدام معادلات أخرى لحالة النظام. وتعتبر معادلات الحالة للأنظمة الحقيقية تقريبية ولا تصف خواص المادة بدقة في جميع الظروف من درجة الحرارة والضغط والحجم وغيرها.
ولا تنبع معادلات الحالة من قوانين الديناميكا الحرارية العامة، وإنما استنبطت من التجارب أو بواسطة الحسابات الإحصائية ومقارنة الإحصاءات بالقياسات المعملية لضمان سلامة الحساب. وإذا عرفنا جميع معادلات الحالة لنظام ترموديناميكي فيمكننا بواسطة قوانين الديناميكا الحرارية معرفة خواص النظام الحركية الحرارية وحسابها.

## التسلسل التاريخي

### قانون بويل 1662
ربما كان قانون بويل هو أول تعبير عن معادلة الحالة وكان في صورة بسيطة. ففي عام 1662 قام الفيزيائي الإيرلندي «بويل» بعدة تجارب مستخدما أنبوبا زجاجيا مشكلا بشكل J وكان الأنبوب مغلقا من أحد أطرافه. وضع بويل كمية من الزئبق في الأنبوب بحيث انحصر جزء من الهواء في الطرف المغلق. ثم
قام بقياس حجم الهواء المحصور، ثم أزاد كمية الزئيق وفي كل مرة كان يقيس ارتفاع عمود الهواء المحصور واستطاع تعيين ضغط الهواء المحصور. ولاحظ «بويل» أن حجم الهواء المحصور يتناسب عكسيا مع الضغط. وصاغ تلك العلاقة في معادلة وهي:
{\displaystyle pV=\mathrm {constant} .\,\!}
هذه العلاقة تقول أن حاصل ضرب حجم الغاز في ضغطه يكون دائما ثابتا.
قام بويل بقياس ضغط الغاز في تجربته بارتفاع عمود الزئبق. لهذا نقيس الضغط بوزن عمود الزئبق. ويعادل 1 ضغط جوي وزن عمود من الزئبق ارتفاعه نحو 76 سنتيمتر. ونستخدم حاليا وحدات أخرى لقياس الضغط، منها بار وباسكال إلى جانب سنتيمتر زئبق.

### قانون جاي-لوساك 1787
في عام 1787 وجد العالم الفيزيائي الفرنسي «جاك شارلز» أن غازات مثل الأكسجين والنيتروجين والهيدروجين وثاني أكسيد الكربون تتمدد بنفس نسبة تمدد الهواء عندما ترتفع درجة حرارة الغرفة إلى 80 درجة مئوية. وقام العالم الكيميائي والفيزيائي الفرنسي لويس جوزيف غي ـ لوساك عام 1802 بنشر مقالة علمية عن نتائج تجارب قام بها وبين أنه توجد علاقة خطية بين تغير الحجم ودرجة الحرارة:
{\displaystyle V\sim T\qquad \qquad {\frac {V}{T}}={\text{const}}\qquad \qquad {\frac {V_{1}}{V_{2}}}={\frac {T_{1}}{T_{2}}}}

### قانون دالتون 1801
يقول قانون دالتون عن الضغط الجزئي أن ضغط مخلوط غازات يساوي مجموع ضغوط الغازات المكونة للمخلوط.
ويعبر عن ذلك رياضيا بالنسبة لعدد n من الغازات المعادلة:
{\displaystyle p_{\text{total}}=p_{1}+p_{2}+\cdots +p_{n}=p_{\text{total}}=\sum _{i=1}^{n}p_{i}.}

### قانون الغاز المثالي (1834)
في عام 1834 قرن العالم الفيزيائي «إميل كلابيرون» قانون بويل و«قانون جاي-لوساك» وحصل على أول صيغة لقانون الغاز المثالي. وفي أول الأمر صاغ القانون في الصورة:
(pVm = R(TC + 267
حيث عبر عن درجة الحرارة بالدرجات المئوية، ووضع الثابت R ثابت الغازات العام. ثم تبين بعد ذلك أن الرقم المستخدم يجب أن يكون 15و273 ، وبذلك عرّف الصفر المطلق لدرجة لحرارة بالنسبة إلى الصفر المئوي [ الصفر المئوي يعادل 273.15 كلفن. ]
فتصبح المعادلة الدقيقة:
{\displaystyle \ pV_{m}=R(T_{C}+273.15).}
تتنبأ المعادلة بحجم «صفري» عند درجة الصفر المطلق، إذأن الحجم لا يمكن أن يكون سالبا الإشارة (أقل من الصفر). كما يشكل استنباط القانون من قياسات معملية أساسا لمقياس درجة الحرارة بالكلفن، حيث استنبطت درجة الصفر المطلق وعُينت عن طريق تمديد القياسات العملية إلى وصول الحجم إلى قيمة الصفر.

### معادلة الحالة طبقا لفان دير فالس
{مقالة رئيسية: معادلة فان دير فالس}
في عام 1873 صاغ فان در فال أول معادلات الحالة حيث افترض حجما معينا تشغله جزيئات.
واستطاع صياغة معادلة فان دير فالس للحالة.
ويمكن كتابة المعادلة كالآتي:
{\displaystyle \left(p+{\frac {a}{V_{m}^{2}}}\right)\left(V_{m}-b\right)=RT}
حيث:
- Vm - الحجم المولي وهو حجم 1 مول من الغاز تحت الظروف القياسية للضغط (1 ضغط جوي) ودرجة الحرارة (25 درجة مئوية).
- T - حرارة
- p - ضغط
- R - ثابت الغازات العام
- a - معامل تعديل الضغط بسبب الجاذب بين الجزيئات،
- b - معامل تعديل الحجم حيث الجزيئات لها حجم وليست نقطية.

## قانون الغازات المثالية
يعطينا قانون الغازات المثالية معادلة الحالة في الصيغة:
{\displaystyle {\ pV=nRT}.}
كما يمكن صياغة قانون الغازات المثالية كالآتي:
{\displaystyle {\ p=\rho (\gamma -1)e}}
حيث:
{\displaystyle \rho } الكثافة،
{\displaystyle \gamma =C_{p}/C_{v}} معامل هو نسبة الحرارة النوعية الضغطية إلى الحرارة النوعية الحجمية.

## معادلة الحالة المعتمدة على الطاقة
تربط معادلة الحالة المعتمدة على الطاقة أو «معادلة الطاقة» بين الطاقة الداخلية U وبالتالي الإنثالبي H بالثلاثة خصائص: الحجم V (وبالتالي الضغط p) ودرجة الحرارة وعدد المولات n (كمية المادة). وهي صياغة تعبر عن القانون الأول للديناميكا الحرارية:
وبالنسبة إلى {\displaystyle U=U(T,V,n_{1},...,n_{k})} و{\displaystyle H=H(T,p,n_{1},...,n_{k})} فنحصل عليهما بإجراء التفاضل الكامل:
{\displaystyle \mathrm {d} U=\left({\partial U \over \partial T}\right)_{V,n_{i}}\mathrm {d} T+\left({\partial U \over \partial V}\right)_{T,n_{i}}\mathrm {d} V+\sum _{i=1}^{k}\left({\partial U \over \partial n_{i}}\right)_{T,V,n_{j\not =i}}\mathrm {d} n_{i}}
{\displaystyle \mathrm {d} H=\left({\partial H \over \partial T}\right)_{p,n_{i}}\mathrm {d} T+\left({\partial H \over \partial p}\right)_{T,n_{i}}\mathrm {d} p+\sum _{i=1}^{k}\left({\partial H \over \partial n_{i}}\right)_{T,p,n_{j\not =i}}\mathrm {d} n_{i}}
وبافتراض ثبات كمية المادة في النظام {\displaystyle \mathrm {d} n_{i}=0} تصبح العلاقتين:
{\displaystyle \left({\partial U \over \partial T}\right)_{V}=C_{V}}
{\displaystyle \left({\partial U \over \partial V}\right)_{T}=T\left({\partial p \over \partial T}\right)_{V}-p}
وينتج عنهما:
{\displaystyle \mathrm {d} U=C_{V}\mathrm {d} T+\left[T\left({\partial p \over \partial T}\right)_{V}-p\right]\mathrm {d} V}
حيث تعطينا CV السعة الحرارية عند ثبات الحجم.

## معادلة الحالة المعتمدة على درجة الحرارة
تصف معادلة الحالة المعتمدة على درجة الحرارة العلاقة بين الضغط p, والحجم V, ودرجة الحرارة T وكمية المادة n بالمول.
فبالنسبة إلى {\displaystyle V=V(T,p,n)}نحصل على التفاضل الكامل:
{\displaystyle \mathrm {d} V=\left({\partial V \over \partial T}\right)_{p,n}\mathrm {d} T+\left({\partial V \over \partial p}\right)_{T,n}\mathrm {d} p+\left({\partial V \over \partial n}\right)_{T,p}\mathrm {d} n}
ويمكن اختصار تلك العلاقات بمعامل الانضغاط κ, ومعامل التمدد الحراري γ والحجم المولي Vm:
{\displaystyle \kappa =-{\frac {1}{V}}\left({\frac {\partial V}{\partial p}}\right)_{T,n}}
{\displaystyle \gamma ={\frac {1}{V}}\left({\partial V \over \partial T}\right)_{p,n}}
{\displaystyle V_{m}=\left({\partial V \over \partial n}\right)_{T,p}}
ومنها نحصل على:
{\displaystyle \mathrm {d} V=\left(V\cdot \gamma \right)\mathrm {d} T-\left(V\cdot \kappa \right)\mathrm {d} p+V_{m}\mathrm {d} n}
أمثلة لمعادلة الحالة المعتمدة عل درجة الحرارة نجدها ممثلة في قانون الغاز المثالي ومعادلة فان دير فالس.

## وصلات خارجية
- http://www.ccl.net/cca/documents/dyoung/topics-orig/eq_state.html